# Берльоне
Берльоне — загальнозоологічний заказник місцевого значення. Об'єкт розташований на території Олевського району Житомирської області, ДП «Олевське ЛГ», Комсомольське лісництво, кв. 8—13, 15, 17.
Площа — 778 га, статус отриманий у 2001 році.